# Cydippe densa
Cydippe densa is een soort in de taxonomische indeling van de ribkwallen (Ctenophora). 
De kwal behoort tot het geslacht Cydippe. De wetenschappelijke naam van de soort werd voor het eerst geldig gepubliceerd in 1775 door Forskal.